# جاناتان اریکسون
جاناتان اریکسون (انگلیسی: Jonathan Ericsson؛ زادهٔ ۲ مارس ۱۹۸۴) بازیکن هاکی روی یخ اهل سوئد است.
وی همچنین برندهٔ جوایزی همچون جام استنلی شده‌است.